# Ramkot
Ramkot es un pueblo ubicado en el distrito de Katmandú, provincia de Bagmati, Nepal.

## Superficie
Cuenta con una superficie de 5,8 kilómetros cuadrados.

## Demografía
Datos hasta 2015
- Población: 11 784 habitantes.[1]
- Densidad de población: 2,034 habitantes por kilómetro cuadrado.[1]
- Población masculina: 5958 (50,6%).[1]
- Población femenina: 5826 (49,4%).[1]